# Bene Lajos
Bene Lajos (Szeged, 1815. – Kiszombor, 1858. június 8.) magyar nemzetőr ezredes.

## Életútja
Nemesi családból származott, jogtudományi tanulmányokat folytatott. 1848 tavaszán már szolgabíró Csongrád vármegyében.
A magyar szabadságharc idején már 1848. szeptemberétől őrnagy, Csongrád vármegye népfelkelőinek parancsnoka. 1849. márciusától a 4. hadtestben teljesített szolgálatot mint egy megyei nemzetőr-zászlóalj parancsnoka. 1849. május közepétől alezredes, dandárnok ugyanitt. 1849. augusztus elején a Bánátban létesített altiszti kordonvonal parancsnoka ezredesi rangban. 1849. augusztus 19-én Karánsebesnél esett fogságba, három hónapig tartották vizsgálati fogságban, aztán kegyelmet kapott.
1855-ben függetlenségi szervezkedés miatt 2 évi sáncfogságra ítélték, amelyet Josephstadtban töltött le. "Vasban" kellett letöltenie a büntetést, napi kétszer egy órára vehették le a bilincset, s nehéz fizikai munkát kellett végezni közben, meleg ételt csak naponta egyszer kaptak, s hetente csak kétszer lehetett benne hús.
1858-ban feltehetően Kiszomborban érte a halál, a helyi Köztemetőben nyugszik, síremléke ma is látható.